# Caio Souza
Caio Campos Souza (12 settembre 1993) è un ginnasta brasiliano.

## Biografia
Nel 2015, ha vinto la medaglia d'argento ai Giochi Panamericani di Toronto 2015 nella categoria squadra e Bronzo nel volteggio.
Nel marzo 2016, Caio Souza ha partecipato al DTB-Pokal Team Challenge, tappa di Stoccarda nella Coppa del mondo di ginnastica artistica, conquistando il quinto posto nella classifica generale. Nella partecipazione, Caio era terzo nel corpo libero (14.766), quarto nel cavallo con maniglie (14.333), quinto negli anelli (14.300), quinto nel volteggio (14.666), sesto nelle barre parallele (13.466) e quinto nella sbarra (14.233) . La competizione ha riunito ginnasti di tutto il mondo in preparazione delle Olimpiadi estive 2016 a Rio de Janeiro.
Ai Giochi panamericani di Lima 2019 ha vinto l'oro nel concorso a squadre e nel concorso individuale, dove il Brasile non aveva mai vinto. Nell'individuale ha preceduto il connazionale Arthur Nory Mariano, che ha vinto l'argento. Ha ha ottenuto anche una medaglia d'argento nelle parallele simmetriche, specialità in cui la nazionale brasiliana non era mai riuscita a salire sul podio.

## Palmarès
- Giochi panamericani

Toronto 2015: argento nel concorso a squadre; bronzo nel volteggio
Lima 2019: oro nel concorso a squadre; oro nel concorso individuale; argento nelle parallele simmetriche;
- Campionati panamericani

Mississauga 2014: bronzo nel concorso a squadre; bronzo nel volteggio; bronzo nelle parallele simmetriche;
Sucre 2016: argento nelle parallele simmetriche;
Lima 2017: argento nel cavallo con maniglie; argento negli anelli; bronzo nella sbarra;
Lima 2018: oro nel volteggio; oro nella sbarra; bronzo nel concorso a squadre;
- Giochi sudamericani

Cochabamba 2018: oro a squadre; oro nella sbarra; argento nel concorso individuale; argento nelle parallele; bronzo negli anelli;
- Campionati sudamericani

Rosario 2012: oro nel concorso a squadre; oro nel volteggio; bronzo nel corpo libero;